# Anarquismo en Suecia
Se constata la existencia del anarquismo en Suecia desde 1866, en que es mencionado por Mijaíl Bakunin. Al igual que los movimientos libertarios de Alemania y Holanda, el anarquismo sueco tenía una poderosa rama vinculada a la tendencia anarcosindicalista. Uno de los primeros anarquistas suecos fue el artista Ivan Aguéli que fue arrestado y sentenciado durante el Juicio de los treinta en 1884, en París. Otros importantes militantes del movimiento fueron Anton Nilson, Leon Larsson, Axel Holmström, Albert Jensen, y Hinke Bergegren. Bergegren publicó nueve números del semanario Under röd flagg, entre marzo y junio de 1891. La revista, de tendencia anarcocomunista, publicaba artículos de los más destacados intelectuales anarquistas europeos, como Kropotkin, Tolstói, y Élisée Reclus.
Las ideas anarquistas también influenciaban al Partido Socialdemócrata Sueco desde su fundación en 1889 hasta los inicios del siglo XX. Bergegren lideraba al grupo anarquista dentro del partido, que se denominaba Ungsocialisterna (Jóvenes Socialistas). Bergegren y Ungsocialisterna fueron expulsados del partido entre 1906 y 1908.
En 1910 se fundó una central anarcosindicalista en Suecia, la Sveriges Arbetares Centralorganisation (SAC). En 1922 abarcaba 32.000 asociados. En la actualidad cuenta con 7.500 miembros y edita un semanario, el Arbetaren.
Durante la guerra civil española muchos anarquistas suecos se unieron a la CNT-FAI a fin de defender la Revolución Española de 1936. Entre estos, se encuentran Nisse Lätt y Axel Österberg que publicaron sus memorias como testigos oculares de los sucesos.
El autor más reputado es Stig Dagerman, y el artista más importante fue Henrik Ibsen, simpatizante de las ideas libertarias.